# 大众途锐
大众途锐（Volkswagen Touareg，厂内代号Typ 7L）是大众集团旗下大众汽车推出的一款中型休旅車，和同属大众集团旗下的保时捷卡宴和奥迪Q7采用相同的平台开发。与大众經常使用各種风作为汽车命名的习惯不同，「途锐」一名来源于西非游牧民族图阿雷格族。

## 圖集

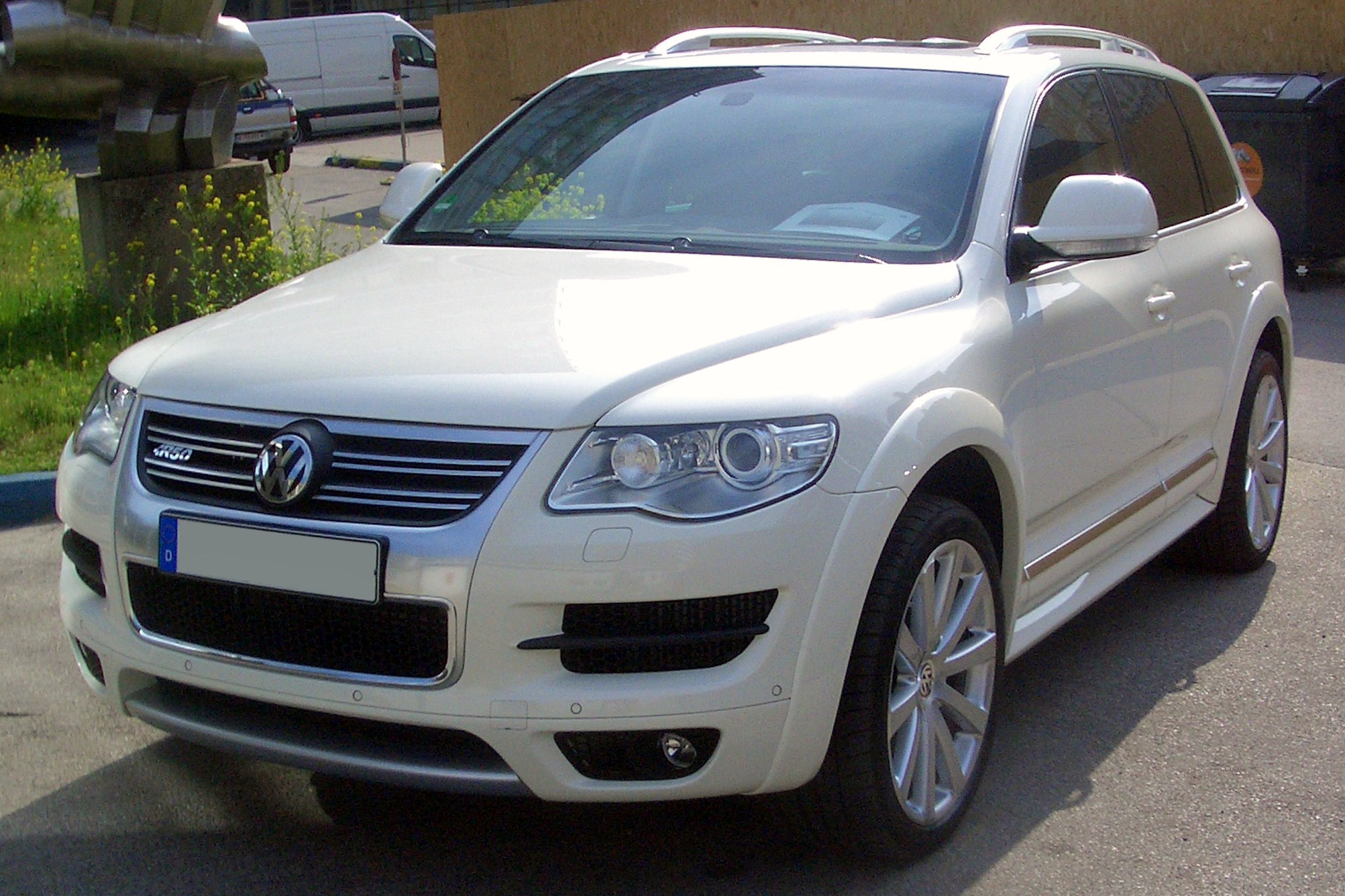
大众途锐 R50
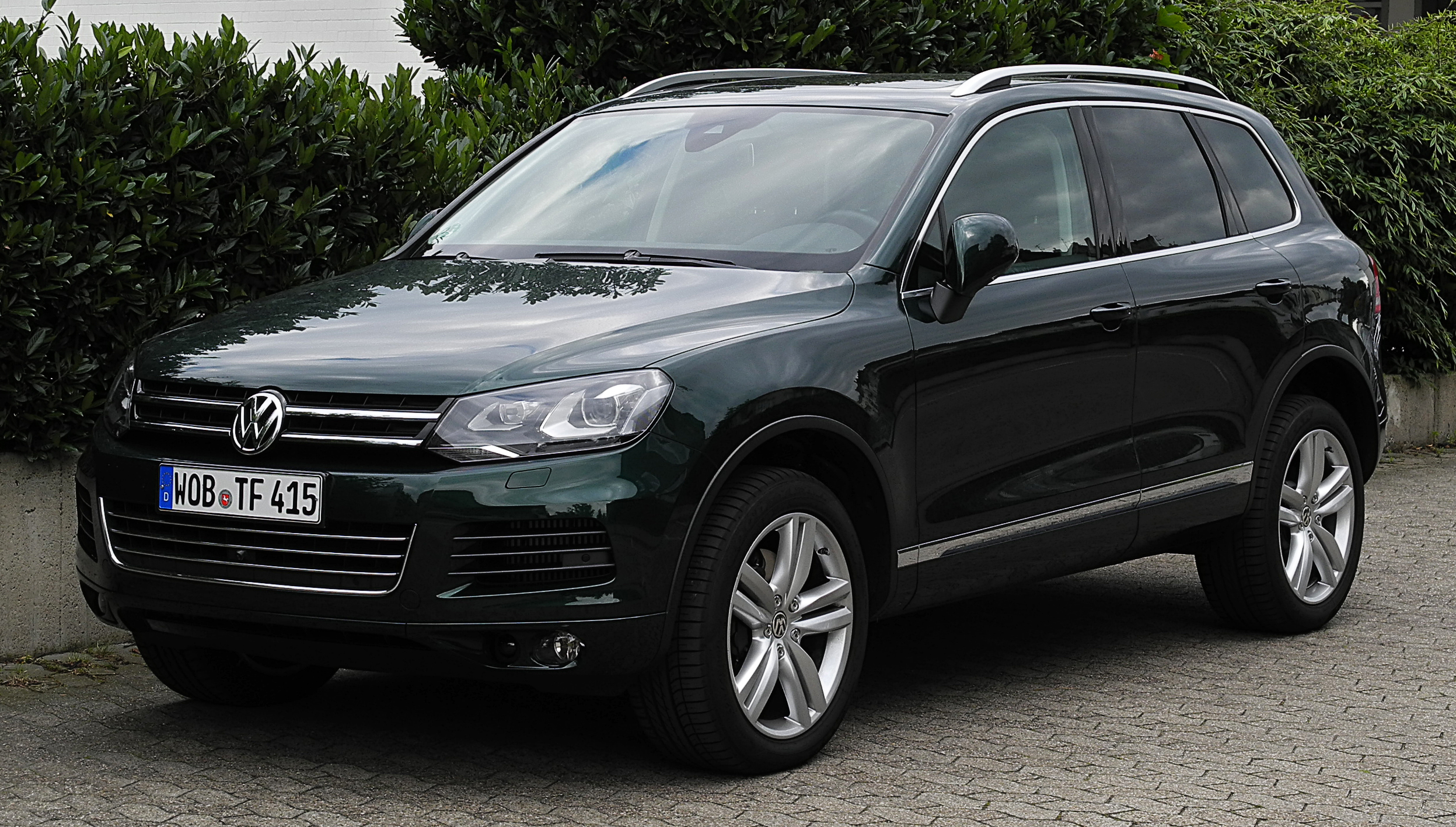
2010年的大众途锐

## 负面新闻
2018年中国中央电视台3·15晚会曝光大众途锐生产的部分2015－2017年款车型存在发动机进水故障。央视采访了福建、陕西、上海、广东等地的多位维权车主，车主们认为，途锐汽车进气口位置的设计是导致发动机进水的重要原因。进口大众对此作出了技术层面上的分析，其中指出「受大灯轮廓的限制，长时间在雨中行车时，水可能进入车外空气吸入口的管道中」，并给出了拆下车外空气吸入口的排水阀的解决方案。2017年8月22日，进口大众通过其官方网站发表声明，声明称大众进口汽车会为已售的部分2015－2017年款途锐车型进行全面检测，并拆下进气管道的不必要的排水阀以强化排水功能，然而车主们对这一解决方案表示出了担忧。车主们认为，拔下排水阀后虽然可以解决一部分进气管排水的问题，但同时也增加了底盘下方的水吸入的风险，降低了途锐汽车的涉水深度。2018年1月23日，记者陪同维权车主前往进口大众汽车中国总部，售后服务部常经理表示，拔下排水阀为全球通用解决方案，至于途锐汽车进气口进水并非设计缺陷。而对于如何彻底解决车主们担心的问题，常经理始终表示方案还在研究中，请车主们耐心等待。
在质检总局启动缺陷调查并多次约谈和敦促下，2018年3月7日，进口大众在国家质检总局备案，发布召回声明，将从2018年4月30日起，召回自2014年12月21日至2017年11月12日生产的2015－2018款进口途锐汽车，总计33142辆，并给出了拆下车辆进气管道底部的排水阀以及在发动机进气口处安装额外的导流板的解决方案。3月15日晚，针对晚会的报道，进口大众发表声明，声明指出，对因相关途锐车辆空气滤芯进水问题给车主造成的不便及困扰再次表示诚挚的歉意。除召回方案外，进口大众还将开设专属通道，通道由专业的售后服务人员为车主提供一对一的高效沟通。